# Бредешть (Васлуй)
Бредешть, Бредешті (рум. Brădești) — село у повіті Васлуй в Румунії. Входить до складу комуни Віндерей.
Село розташоване на відстані 232 км на північний схід від Бухареста, 53 км на південь від Васлуя, 111 км на південь від Ясс, 84 км на північ від Галаца.

## Населення
За даними перепису населення 2002 року у селі проживали 656 осіб, усі — румуни. Усі жителі села рідною мовою назвали румунську.